# Zlonice
Zlonice är en köping i nordvästra Tjeckien. Köpingen ligger i distriktet Kladno i regionen Mellersta Böhmen. Per den 1 januari 2016 hade köpingen 2 262 invånare.